# وطنيون من أجل أوروبا
وطنيون من أجل أوروبا (بالإنجليزية: Patriots for Europe)‏ ,والمعروفة اختصاراً PfE هي كتلة سياسية تتبنى إيديولوجيا سيادية ‏ تقع على الطيف السياسي بين اليمين واليمين المتطرف ، تشكلت باعتبارها ثالث أكبر كتلة في الدورة العاشرة للبرلمان الأوروبي.
تتضمن الكتلة جميع أعضاء كتلة الهوية والديمقراطية، باستثناء عضو واحد، وأعضاء من مجموعات أخرى. ويمكن للمجموعة أيضاً تنسيق عمل أعضائها في المجلس الأوروبي ومجلس الاتحاد الأوروبي.